# De heldenmaker
De heldenmaker is een stripverhaal uit de reeks Suske en Wiske. Het is geschreven door Peter Van Gucht en getekend door Luc Morjaeu. Het verhaal kwam uit in albumvorm op 14 februari 2017.

## Personages
- Suske, Wiske, Schanulleke, Lambik, Jerom, tante Sidonia, professor Barabas, agent, tempelbewaarder, ijsbeer, grote pop, Johannes Van De Kastelee, een verre afstammeling van de sjamaan die Jerom zijn kracht gaf

## Locaties
- Amoras, het huis van tante Sidonia, het huis en laboratorium van professor Barabas, vervallen kasteel, bergen, de tuin van Lambik, Cambodja, verborgen tempel van Dhadishnivana

## Uitvindingen
In dit verhaal spelen de volgende uitvindingen mee:
- de gyronef, de teletijdmachine, de RVD[1]

## Verhaal
Wiske ontwaakt en merkt dat ze in een wieg ligt, ze ziet een enorme Schanulleke naast zich. Suske wordt wakker in een enorme fles en hij weet deze te breken. Hij wordt door een ijsbeer in een trouwjurk achtervolgd en vindt professor Barabas in een andere kamer. Lambik ontwaakt in een plantenbak en gaat naar de ijsbeer, die inmiddels bewusteloos lijkt. Tante Sidonia blijkt in het ijsbeerpak te zitten. De vrienden proberen bij Wiske te komen, maar kunnen het slot van de deur niet openen.
Niemand herinnert zich hoe ze in deze ruimte terecht zijn gekomen. Suske weet wel dat hij de vorige dag wijnflessen naast zijn bed zag staan. Hij weet niet wie deze flessen er neer had gezet. Het ging om Château Migraine du Vinaigre, de lievelingswijn van Suskes overoveroverovergrootvader Sus Antigoon. In een van de flessen zat een opdracht en een blauwe pil. Suske ontdekte dat Wiske ontvoerd was. Dan herinneren alle vrienden zich dat ze een opdracht hebben gekregen en een slaappil hebben geslikt.
Suske moest de flessen naar slijterij De Zatte Fles in Amoras brengen, met het statiegeld zou hij het losgeld voor Wiske kunnen betalen. Suske vliegt met de RVD naar Amoras en hoort dat de slijterij failliet is. In de gesloten zaak opent Suske de kassa en ziet kleingeld liggen, wat hij als losgeld meeneemt. Hij ontmoet Suske Johannes Van De Kastelee, een neef van Sus Antigoon. Hij was matroos op de Antwerpia en wil wraak nemen op Sus Antigoon. Hij heeft Suske gefilmd terwijl hij de kassa leeg haalt en wil deze foto naar de krant sturen. Suske vlucht, maar wordt door een agent opgepakt. Als de agent hoort over de munten van meer dan 450 jaar oud, biedt hij aan om Suske te laten gaan in ruil voor deze munten. Daarna is Suske in slaap gevallen.
Professor Barabas vertelt dat hij in zijn laboratorium een oproep kreeg van professor Castle of the Morewood Compagny. Deze professor vertelt dat ze uitgestorven dieren tot leven brengen door middel van klonen. Hij wil dat professor Barabas een plukje haar van de titantijger haalt uit de prehistorie, zodat dit dier gekloond kan worden. Professor Barabas ziet het enorme beest en besluit Jerom naar het verleden te flitsen. Professor Barabas ontdekt dat iemand aan de teletijdmachine heeft gezeten, want het apparaat werkt niet meer nadat Jerom is weggeflitst. Dan besluit professor Barabas een stukje van het dierenvel van Jerom te knippen, omdat hij binnen 24 uur de haren moet leveren. Het dierenvel is van de titantijger en werd gemaakt door Moe Mie. Jerom merkt echter dat er een stuk van het dierenvel wordt geknipt en hij is woedend. Professor Barabas wil de haren met een koerier verzenden en zoekt op internet naar het adres. Dan ontdekt hij dat the Morewood Compagny niet bestaat en valt in slaap.
Lambik wil naar huis, maar dan blijkt het kasteel omringd te zijn door mijnen. Een stem vertelt dat Jerom teruggeflitst is en in de macht van de spreker is. Ook zal Wiske ontvangen wat ze zocht, waarna er ammeuro's uit het plafond vallen. Wiske vertelt dat ze naar de winkel liep en bordjes met haar naam zag staan. Ze volgde de bordjes en kwam bij het vervallen kasteel terecht. Ze las het briefje en slikte een blauwe pil, waarna ze in het kasteel een enorme pop zag die haar waarschuwde dat ongeluk haar zou treffen als ze de schat bekijkt. Wiske kijkt door het sleutelgat en ziet Schanulleke in ketens. De pop vertelt dat Wiske haar popje verwaarloosde, ze heeft het popje al twee dagen in bezit en Wiske heeft dit niet gemerkt. Wiske was te druk bezig met haar smartphone en social media. Wiske krijgt de kans om Schanulleke te redden door een pop te redden. Op haar smartphone verschijnt een virtuele tinnen soldaat en die verschijnt iets later in het echt. Wiske probeert aan hem te ontkomen en gooit hem in een vijver. De pop vertelt dat dit de pop was die Wiske moest redden en vertelt dat Schanulleke nu eeuwig opgesloten blijft. Wiske biedt aan in haar plaats opgesloten te worden en valt in slaap.
Tante Sidonia vertelt dat ze schoenen ging kopen en toen ze terug kwam ontdekte ze dat er ingebroken was. Haar koelkast was vervangen door een antiek model en er zat een groot blok ijs in. Op een brief stond de opdracht om naar de gletsjer te gaan waar het blok uit gesneden was voor het ding wat er in zat kon ontsnappen. Ook zal tante Sidonia de liefde van haar leven ontmoeten. Tante Sidonia slikte de pil en reed naar de bergen, maar de gletsjer blijkt al gesmolten te zijn. Dan ontmoet tante Sidonia de ijsbeer die vertelt dat de Noordpool verdwijnt door de opwarming van de aarde. De ijsbeer wil dat tante Sidonia met Lambik trouwt, maar raadt het haar even later juist af. Dan valt tante Sidonia in slaap. De munten blijven vallen en Wiske zit inmiddels tot haar middel in de berg munten. Lambik vertelt dat hij bij de appelboom in zijn tuin een halve wastafel ontdekte. Deze wastafel droeg hem op de blauwe pil te slikken en naar Cambodja te gaan.
Lambik haalt de gyronef en vliegt naar Cambodja. Hij ontmoet een tempelbewaarder en die vertelt van Lambik de waardevolste mens ter wereld te maken. Lambik moet sterven en wordt dan gereïncarneerd, de levenswijze bepaalt hoe de gestorvene terugkomt op aarde. De tempelbewaarder laat het wiel van reïncarnatie zien en Lambik wordt op de proef gesteld. Hij slaagt in de eerste proef en krijgt dan de opdracht om tante Sidonia ten huwelijk te vragen. Lambik krijgt het pak van een ijsbeer. Lambik vertelt dat hij niet met Sidonia wilde trouwen met reden de waardevolste mens op aarde te worden. Tante Sidonia is blij dat Lambik zijn fout op tijd inzag. De vrienden proberen de verhalen samen te stellen en bedenken wat hun in problemen bracht: de nieuwsgierigheid van Wiske, het eergevoel van Suske, de ambitie van professor Barabas, de hunker naar liefde van tante Sidonia en de ijdelheid van Lambik. Dan vertelt de stem dat Jerom in het kasteel is ontwaakt, hij is nog altijd woedend dat er geknipt is in zijn dierenhuid. Tante Sidonia wil dat Lambik met Jerom praat, hij heeft hem in het begin in zijn huis opgevangen en ze hebben een bijzondere vriendschapsband.
Jerom stormt door het kasteel en grijpt professor Barabas. Dan vindt Lambik Schanulleke in zijn achterzak en Suske zegt dat hij het popje aan Jerom moet geven. Jerom wordt meteen kalm en speelt met het popje. Dan maakt hij de deur open en redt Wiske. Er verschijnt een verre nazaat van de sjamaan die Jerom ooit zijn kracht gaf. Hij vertelt hoe hij via het geestenrijk werd opgeroepen om uit te zoeken of Jerom gelukkig was met zijn kracht. Hij ontdekte dat Jerom tussen echte helden leefde en daarom soms dacht minderwaardig te zijn. Met illusies, magie en verkleedspullen hield hij de vrienden voor de gek en testte hun persoonlijkheden; wie zijn eigen fouten erkent, is pas een echte held. De afstammeling van sjamaan blaast met de mergpijp nieuwe heldenkracht op de vrienden.